# マラト・イズマイロフ
マラト・ナイレヴィチ・イズマイロフ（ロシア語: Марат Наилевич Измайлов, タタール語: Марат Наил улы Измаилев, ラテン文字表記: Marat Nailevich Izmailov, 1982年9月21日 - ）は、ロシア・モスクワ出身のサッカー選手。元サッカーロシア代表。ポジションはMF。タタール人である。

## 来歴

### クラブ
2000年、FCロコモティフ・モスクワでプロデビュー。翌2001年シーズンでブレイクし、ロシア・プレミアリーグ2位、ロシア・カップ優勝に貢献し、さらに自身はロシア・リーグ新人王に選出された。
2007年、長年所属していたロコモティフ・モスクワを離れ、マリアーン・ハド、セウシーニョとともにスポルティングCPにレンタル移籍。2008年6月、スポルティングに完全移籍をした。2009年11月のパウロ・ベント監督辞任まではレギュラーとして活躍していたが、それ以降は怪我に悩まされ、2010-11シーズンはリーグ戦3試合の出場に終わった。2011-12シーズンは背番号を10に変更し、前半戦こそはいまひとつの出来だったが、リカルド・サ・ピント監督就任以降はレギュラーを奪取し、リーグ戦13試合・5得点と結果を残し、UEFAヨーロッパリーグ 2011-12ではチームのベスト4進出に貢献した。
2013年1月、FCポルトに完全移籍した。2016年7月20日、前シーズンにローンでプレーしていたFCクラスノダールと延長オプション付きの1年契約を結んだ。
2017年6月9日、新たに創設されたFKアララト・モスクワに移籍した。

### 代表
2001年8月15日にはギリシャ戦で18歳の若さでA代表デビューを飾っている。固定メンバーとベテラン選手を好んでいたオレグ・ロマンツェフ監督の信頼を勝ち取り、2002 FIFAワールドカップのメンバーに19歳ながら選出された。本大会では、怪我のため戦列を離れたアレクサンドル・モストヴォイの代役ながらも、レギュラーとしてグループリーグ全3試合に出場したが、チームはグループリーグ敗退に終わる。EURO2004のメンバーにも選出されたが、またしても本領発揮とまではいかなかった。2006年10月7日のイスラエル戦 (1-1) を最後に出場機会がなかったが、2008年2月、スポルティングでの活躍が認められ、トルコ合宿で1年3ヶ月ぶりに代表復帰を果たした。EURO2008のエントリーメンバーからは落選している。2012年5月11日、EURO2012に向けた代表候補の26人に選出され、約3年ぶりの代表復帰を果たした。本大会のメンバー23人にも名を連ねた。

## 所属クラブ
- FCロコモティフ-2・モスクワ 2000
- FCロコモティフ・モスクワ 2001-2008

→ スポルティングCP 2007-2008 (loan)
- スポルティングCP 2008-2013
- FCポルト 2013-2015

→ ガバラFK 2014 (loan)
→ FCクラスノダール 2014-2015 (loan)
- FCクラスノダール 2016-2017
- FKアララト・モスクワ 2017

## 代表歴

### 出場大会
- ロシア代表
  - 2002 FIFAワールドカップ

### 試合数
- 国際Aマッチ 35試合 2得点（2001年-2012年）[2]

| ロシア代表 | 国際Aマッチ | 国際Aマッチ |
| 年         | 出場        | 得点        |
| ---------- | ----------- | ----------- |
| 2001       | 4           | 0           |
| 2002       | 6           | 0           |
| 2003       | 5           | 0           |
| 2004       | 5           | 1           |
| 2005       | 8           | 1           |
| 2006       | 3           | 0           |
| 2007       | 0           | 0           |
| 2008       | 0           | 0           |
| 2009       | 0           | 0           |
| 2010       | 0           | 0           |
| 2011       | 0           | 0           |
| 2012       | 4           | 0           |
| 通算       | 35          | 2           |

## 獲得タイトル

### クラブ
ロコモティフ・モスクワ
- ロシア・プレミアリーグ : 2002, 2004
- ロシア・スーパーカップ : 2003, 2005
- ロシア・カップ：2000-01, 2006-07
- CISカップ : 2005

スポルティングCP
- タッサ・デ・ポルトガル : 2007-08
- スーペルタッサ・カンディド・デ・オリベイラ : 2007, 2008

ポルト
- スーペル・リーガ : 2012-13
- スーペルタッサ・カンディド・デ・オリベイラ : 2013

### 個人
- ロシア・プレミアリーグ年間最優秀若手選手 : 2001[3]